# Kyparissia
Kyparissia  (in greco Κυπαρισσία?) è un ex comune della Grecia nella periferia del Peloponneso di 8 879 abitanti secondo i dati del censimento 2001.
È stato soppresso a seguito della riforma amministrativa detta Programma Callicrate in vigore dal gennaio 2011 ed è ora compreso nel comune di Trifyllia.

## Storia
Le origini del nome sono da ricercare in epoca antica. La città visse la dominazione dell'Impero Romano, Impero Bizantino e Impero ottomano.
Kyparissia divenne parte della Grecia nel 1821. Dopo la guerra d'indipendenza e la guerra civile, molti edifici vennero ricostruiti e gran parte degli edifici in stile neo-classico sono tutt'oggi visibili.

## Località
Kyparissia è divisa nelle seguenti località (i nomi dei villaggi tra parentesi):
- Armenioi
- Faraklada
- Kyparissia (Kyparissia, Memi, Blemenianoi, Myloi, Rouzaki, Terpsithea)
- Mouriatada (Mouriatada, Karvouni)
- Myro (Myro, Alimaki)
- Perdikoneri
- Raches
- Spilia
- Stasio
- Vryses
- Xirokampos